# Dubaj
Dubaj (též Dubai či Dubayy, arabsky دبي‎ lze do českého jazyka přeložit jako „místo srazu“) je hlavní město stejnojmenného emirátu ve Spojených arabských emirátech a zároveň nejlidnatější město v zemi. Pro odlišení od emirátu se používá označení Dubai City. Nachází se na pobřeží Perského zálivu. Téměř veškerý hospodářský, sociální, kulturní i politický život emirátu se odehrává v jeho hlavním městě, kde žije přibližně 99 % obyvatel emirátu. Mnoho obyvatel zaměstnaných ve městě bydlí z důvodu nižších nájmů v sousedním emirátu Šardžá, který přiléhá až k branám města.

## Historie
Doklady o námořním obchodu pocházejí již z doby kolem roku 6000 př. n. l. Většina místních osad obchodovala při pobřeží Perského zálivu a s Persií. Hlavními vývozními artikly byly perly, sušené ryby, datle a sůl. Texty z Mezopotámie se zmiňují o Maganu (dnešní SAE a Omán), kde se v pohoří Hadžar od rané doby bronzové (3000 př. n. l.) těžila a tavila měděná ruda. Měděné ingoty se pravděpodobně na oslech transportovaly do přístavů u Indického oceánu.
Prosperujícím obchodním přístavem, o kterém se zmiňují i historické texty, byl Džulfár (dnešní Ras al-Chajma).
V roce 1507 Portugalci ve snaze ovládnout obchod s kořením a perlami dobyli Hormuzskou úžinu, Maskat, dnešní Bahrajn, Džulfár a další města v regionu. Své zájmy se zde snažila prosadit i Osmanská říše a Peršané, později Dánové a Britové.
První historické zmínky o Dubaji pocházejí z roku 1800. Tehdejší osada s pevností byla stále považována za ománskou výspu. Dubaj i ostatní šejcháty byly pouhým seskupením kmenů a nebyly nikterak zorganizovány. Významné změny přineslo prosazování britských obchodních zájmů v oblasti. Šlo zejména o aktivity Východoindické společnosti, která otevírala nové trasy do přístavů v Perském zálivu a následně i dále do Indie. Po první sérii mírových smluv podepsaných mezi lokálními šejky a Británií v roce 1820 se území začalo označovat jako Smluvní Omán.
První koncesi na těžbu ropy podepsal dubajský šejk Sacíd bin Maktúm s Brity v roce 1937.
V roce 1952 byla vytvořena Rada Smluvního Ománu, které předsedal britský konzul a od roku 1965 šejk Saqr bin Muhammad al-Qásimí z Ras al-Chajma. Vládcové jednotlivých šejchátů se scházeli dvakrát ročně, iniciovali vzájemnou spolupráci a pracovali na schématech rozvoje zejména v oblasti zdravotní péče a vzdělání. V roce 1968 Velká Británie oznámila, že roku 1971 plánuje odchod z regionu. Dne 18. 2. 1968 se sešli vládce Abú Zabí šejk Zájed bin Sultán al-Nahján a vládce Dubaje šejk Rášid bin Sacíd al-Maktúm. Na další schůzku, která se konala o týden později, byli přizváni zástupci ostatních regionů a také čelní představitelé Kataru a Bahrajnu. Byla vytvořena Unie arabských emirátů, ze které ale státy Bahrajn a Katar nakonec odstoupily a vyhlásily nezávislost. 2. prosince 1971 byla založena federace šesti států (Abú Zabí, Dubaj, Šardža, Adžmán, Fudžajra, Umm al-Quwajn), ke které se přidal 10. 2. 1972 Ras al-Chajma.

## Poloha a části města

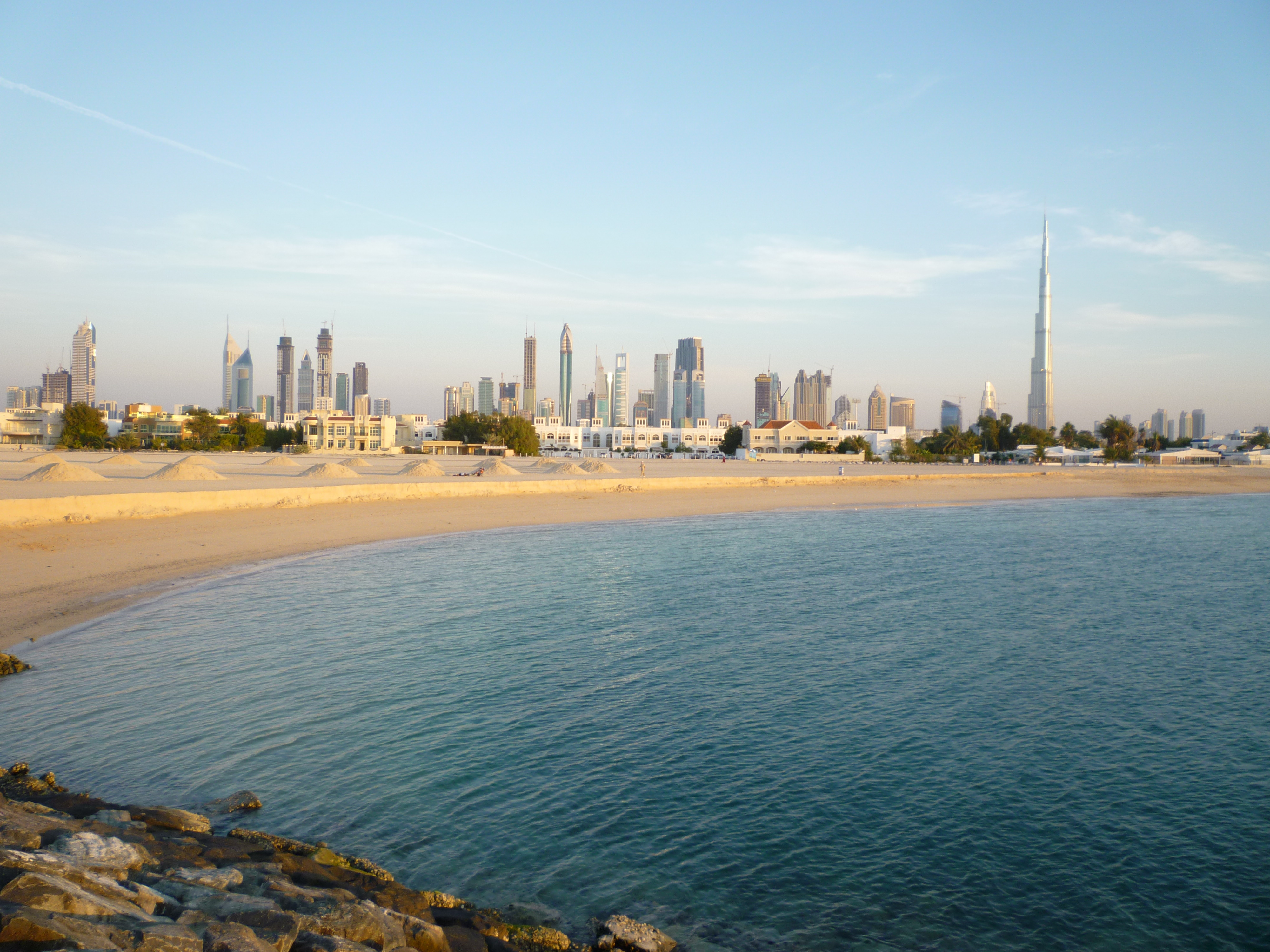
Panoráma

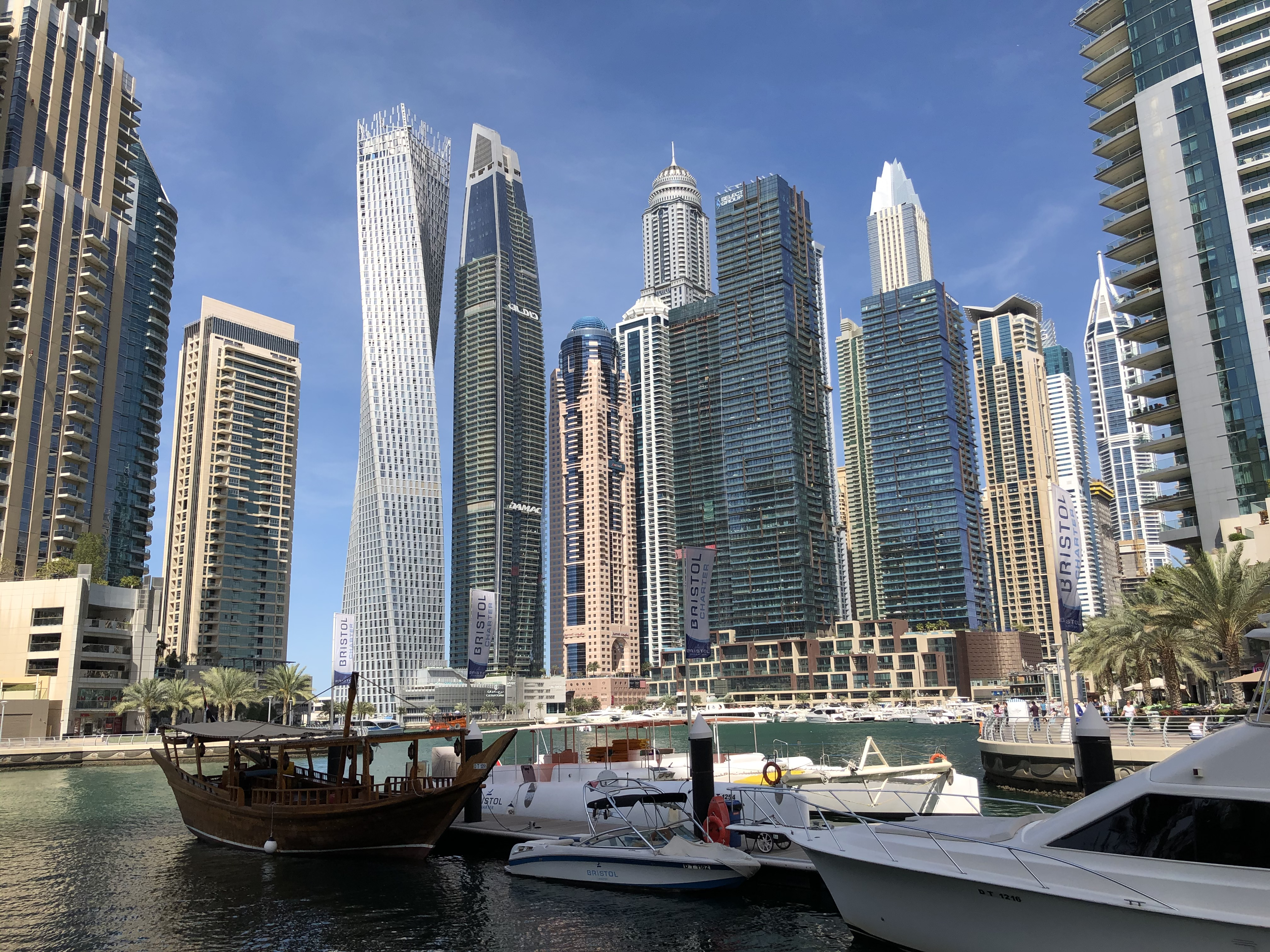
Přístav a luxusní obytná čtvrť Dubai Marina

Město leží na severním okraji emirátu. Je součástí aglomerace tvořené srůstajícími městy Adžmánem, Dubajem a Šardžou, přičemž každé z těchto měst je metropolí některého emirátu. Město Dubaj se dělí na dvě části Dubajským zálivem, který je často mylně popisován jako řeka, ale je výběžkem Perského zálivu. Tyto části byly v minulosti samostatnými městy Deira na severní straně a Bur Dubai na straně jižní. Dnes se město Dubaj dělí na 14 čtvrtí, al-Hamriya, al-Karama, al-Chabisi, al-Ras, al-Satwa, al-Wasl, Bur Dubai, Deira, Hur al-Anz, International City, Džumeira, Umm Suqaym, Za'abeel a al-Qusais, Dubai Marina některé dále na obvody.
Historické město Deira má 17 obvodů, každý obvod vyznačuje na veřejném prostranství tabule s plánkem uliční sítě a číselným označením ulic. Čísla jsou pozůstatkem staré britské orientační sítě, vlivem zastavění některých bloků či celých uliček a zanedbáním značení je často velmi obtížné nalézt správnou adresu, protože čísla nenásledují za sebou, některá chybějí zcela a jiná jsou nahrazena pouze názvem ulice.

## Správa města
Město spravuje od roku 1954 instituce Obec Dubaj (anglicky Dubai Municipality), jíž však podléhá celé území emirátu Dubaj, jelikož se emirát nečlení na nižší správní celky. Tato instituce má na starosti běžné každodenní záležitosti emirátu, které si pro sebe nevyhrazuje vládce emirátu, zároveň je mu však ale podřízena.

## Rozvoj města
Protože jsou na severní straně města hranice se sousedním emirátem Šardžá, vyvíjí se město především směrem na jih podél pláže Džumeira, ulice Sheikh Zayed Road a do vnitrozemí. Právě poblíž Sheikh Zayed Road vzniklo jedno z nových center, nákupní galerie Dubai Mall a desítky mrakodrapů s nejvyšší stavbou světa Burdž Chalífa. V ose metra pokračují další centra: finanční a obchodní (World Trade Centre, Financial Centre, Business Bay, Noor Islamic Bank), internetové (Dubai – Internet City), přístavní a hotelové centrum Dubai Marina. Dubaj se dále rozrůstá směrem do moře, kde vytváří zatím čtyři velkolepé umělé poloostrovy. Z nich tři ve tvaru palem zvané Palm Islands (nejzápadnější z nich se nazývá Palm Jebel Ali, prostřední Palm Jumeira, východní je Palm Deira) a jedno souostroví oválného tvaru, zvané Svět (The World), protože svými ostrovy vytváří mapu světa; další hotelové komplexy jsou např. Džumeira (Jumeirah), nebo Nakheel Harbour a Tower.

### Moderní otroctví

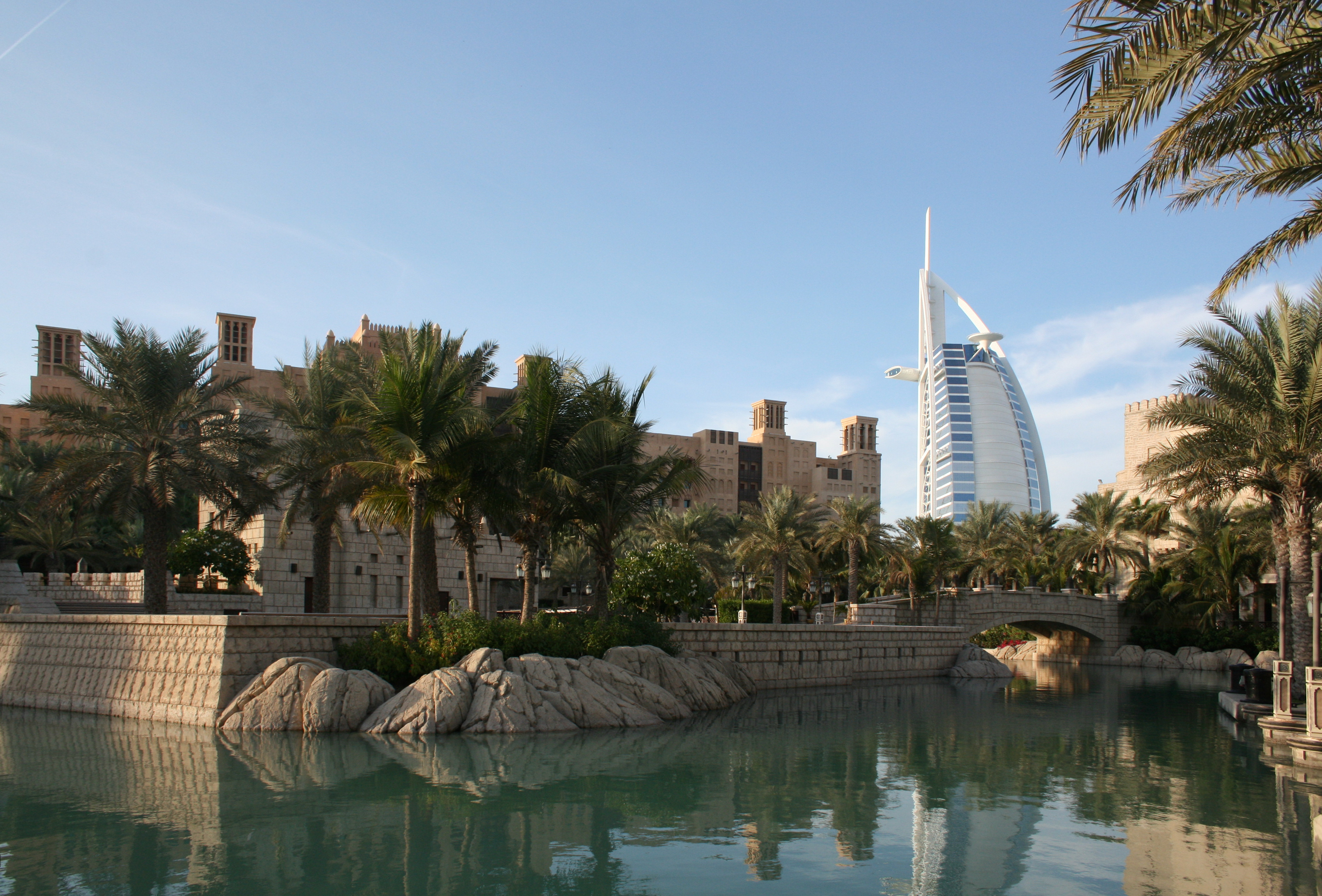
Vodní trasy areálu hotelu Jumeirah, poblíž mrakodrapu Burdž al-Arab

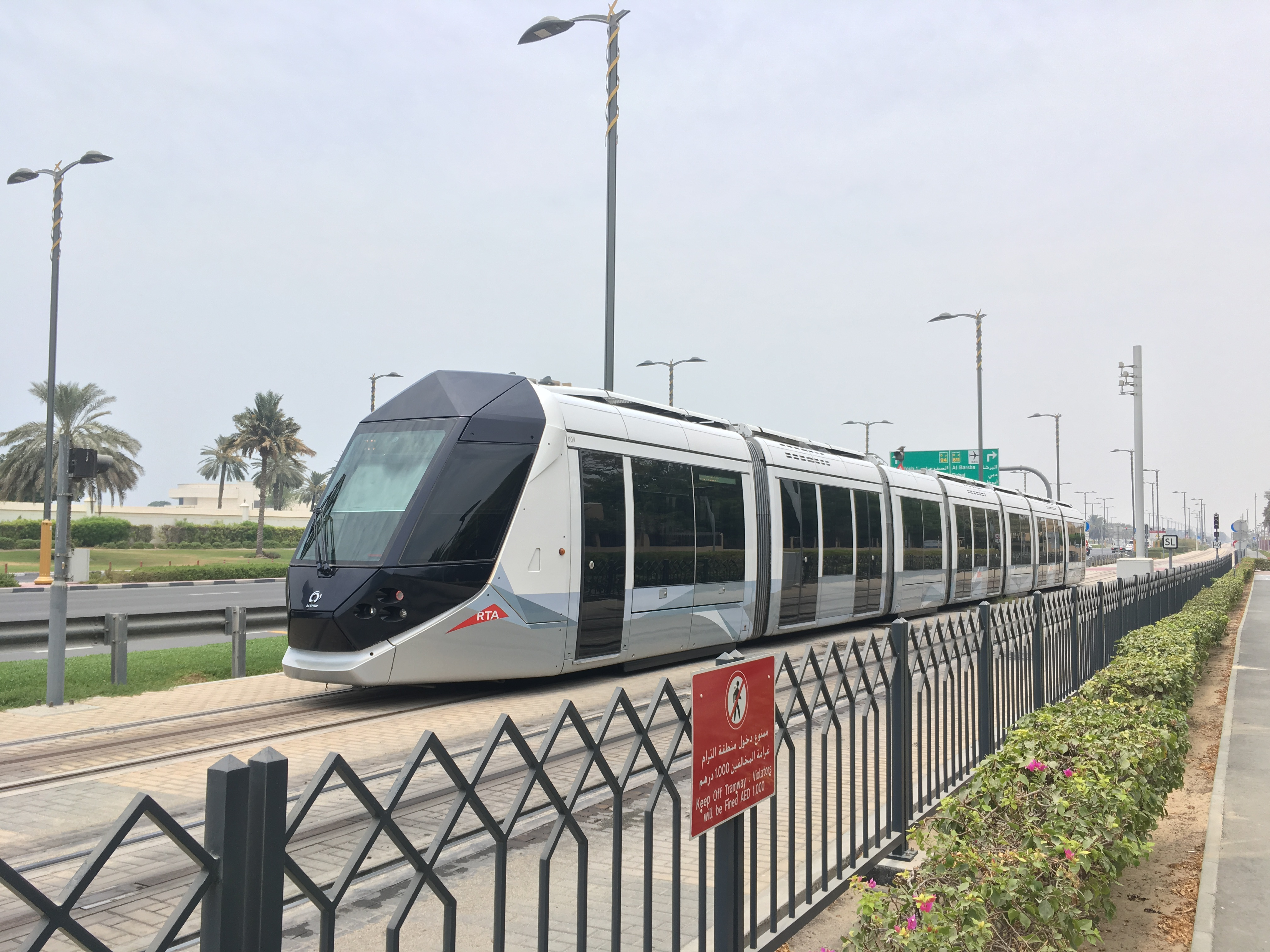
Tramvaj v Dubaji

Rozvoji Dubaje je vyčítáno nedodržování lidských práv, obchod s lidmi a velmi špatné pracovní podmínky. Tato praxe bývá přezdívána jako „moderní otroctví". Ve městě (na stavbách i v hotelech) pracují stovky tisíc imigrantů z chudých jihoasijských zemí. Ti jsou do Spojených arabských emirátů přilákáni na falešné a příliš vysoké nabídky. Po příjezdu jsou jim často odebrány osobní doklady a mzda se pohybuje na nejnižší úrovni či vůbec nebývá vyplácena. Dělníci zde pracují kolem 14 hodin denně, 6 až 7 dní v týdnu, bez dodržování bezpečnostních předpisů a na slunci při teplotách až 50 °C. Zahraniční pracovníci většinou nepřespávají přímo v Dubaji, večer jsou totiž sváženi do slumů na okraji pouště.

## Doprava
Město má hustou dopravní síť, moderní silnice a dálnice, automatizovanou síť metra a dvě letiště. Hlavní silniční tepnou celého města je osmi až dvanáctiproudá Sheikh Zayed Road, která vede celými Spojenými arabskými emiráty. Zdejší silniční infrastruktura zaznamenala největší rozvoj na začátku 21. století.

### Hromadná doprava

#### Metro
Metro v Dubaji jezdí bez strojvůdců. Ve vagonech je pod pokutou zakázáno pít, jíst i žvýkat. Dva vagony jsou vyhrazeny pouze ženám a dětem, v jednom vagonu je zlatá třída, kam se platí vyšší jízdné. Metro má v současnosti tři trasy a propojuje prakticky celé město.

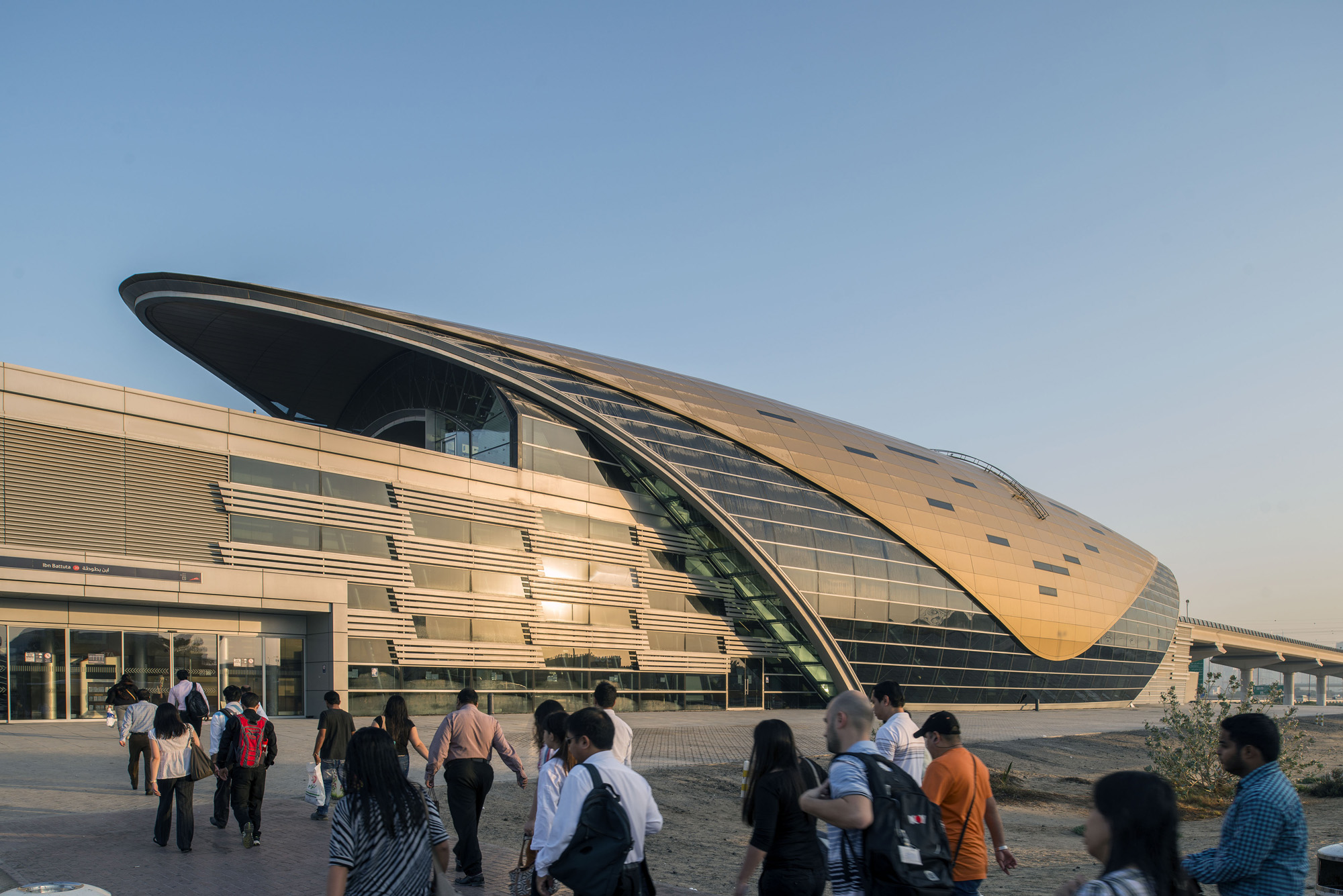
Stanice Dubajského metra

Dubajské metro tvoří moderní elektronicky řízenou dopravní páteř města. Provoz byl zahájen 9. září 2009 první linkou metra, zvanou červená a důsledně touto barvou značenou. Ta má celkem 29 zastávek mezi konečnými stanicemi Rashidiya a Jebel Ali. Spojuje město mimo jiné s letištěm. Přesně po dvou letech, 9. září 2011, byla otevřena druhá, zelená linka, která vede mj. pod historickou čtvrtí Deira také podmořským tunelem; roku 2019 měla zelená trasa 20 stanic mezi konečnými Etisalat a Creek. Většina tratí vede po visutém mostě s výhledem na moderní městské čtvrti. Všechny vlaky jsou automatizovány, jezdí bez řidiče, ve špičkách po 5 minutách, jinak do 10 minut. Provoz končí ve 23:30, ve významné svátky bývá prodloužen. Stanice metra mají nepřehlédnutelnou střechu ve tvaru prohnutého oválného klobouku.

#### Tramvaje
První tramvajová linka byla v Dubaji otevřena v roce 2014, trať vede skrz Dubai Marinu k umělému poloostrovu Palm Jumeirah. Trať má 14,5 kilometrů a 11 zastávek. Navazuje na červenou linku metra, konkrétně její stanice Jumeirah Lakes Towers a DAMAC Properties. Jako čtvrtá tramvajová linka na světě není napájena elektřinou v trolejích, ale je napájena ze třetí (prostřední) kolejnice, jde o systém Alimentation Par Sol.

#### Autobusy
Dálkové autobusy dopravují obyvatelstvo do hlavních měst ostatních emirátů a do letovisek. V Dubaji není jedno hlavní autobusové nádraží, ale čtyři menší.

### Taxi
Taxi lze v Dubaji chytit zpravidla na ulici a ve všech větších obchodních centrech. Všechny vozy oficiální taxislužby mají pískovou barvu s různě barevnou střechou. Ta odlišuje vozy různých provozovatelů, přičemž tarify jsou stejné. Vyšší tarify se účtuje při nástupu u obchodního centra. Jsou monitorovány městem, mají stejné ceny a standard služeb. Běžně v Dubaji funguje služba Uber nebo Careem, taxi lze objednat také telefonicky. Telefonicky objednané taxíky rovněž účtují vyšší tarif.

### Letecká doprava
V Dubaji se nachází k roku 2018 třetí nejvytíženější letiště světa dle počtu přepravených pasažérů, mezinárodní letiště Dubaj. Poblíž Dubaje se nachází také mezinárodní letiště Ál Maktúma, dříve nazývané Dubai World Central Airport, které odbavuje především nákladní dopravce a nízkonákladové letecké společnosti.

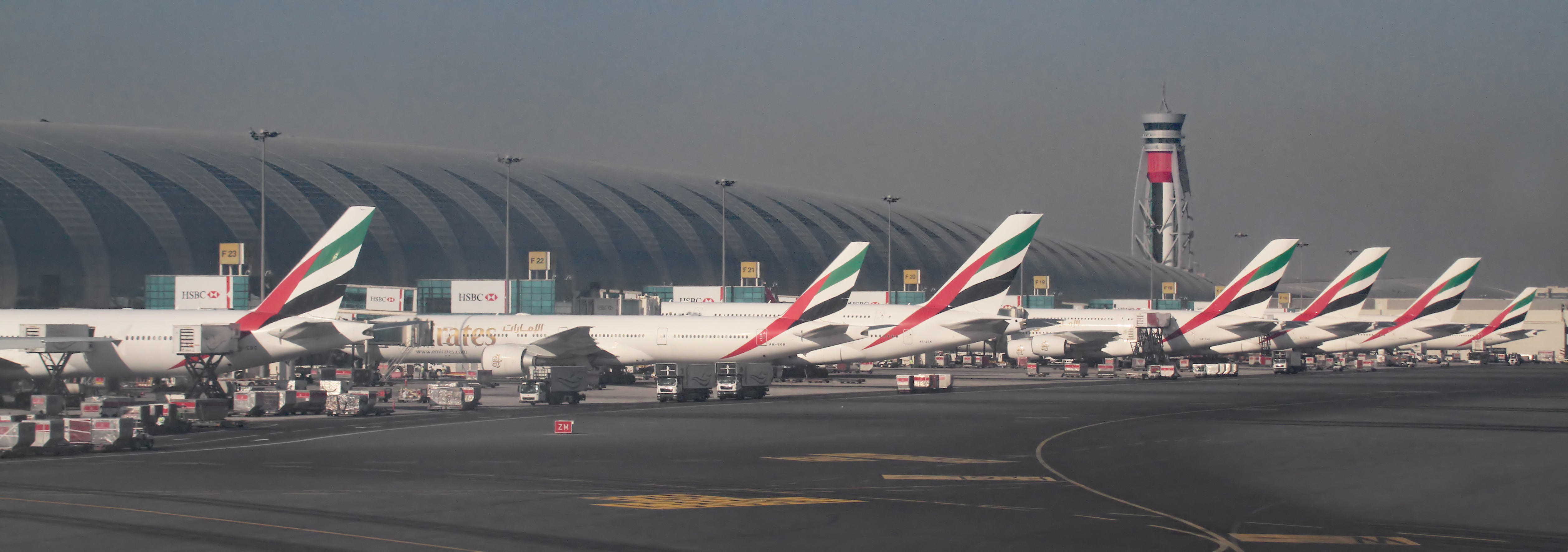
Mezinárodní letiště Dubaj

V Dubaji sídlí letecká společnost Emirates, která patří mezi největší letecké společnosti světa, v roce 2015 přepravila přes 50 milionů cestujících. Další významná zdejší aerolinie je nízkonákladová flydubai.

## Obyvatelstvo
Vývoj počtu obyvatel zachycuje tabulka:

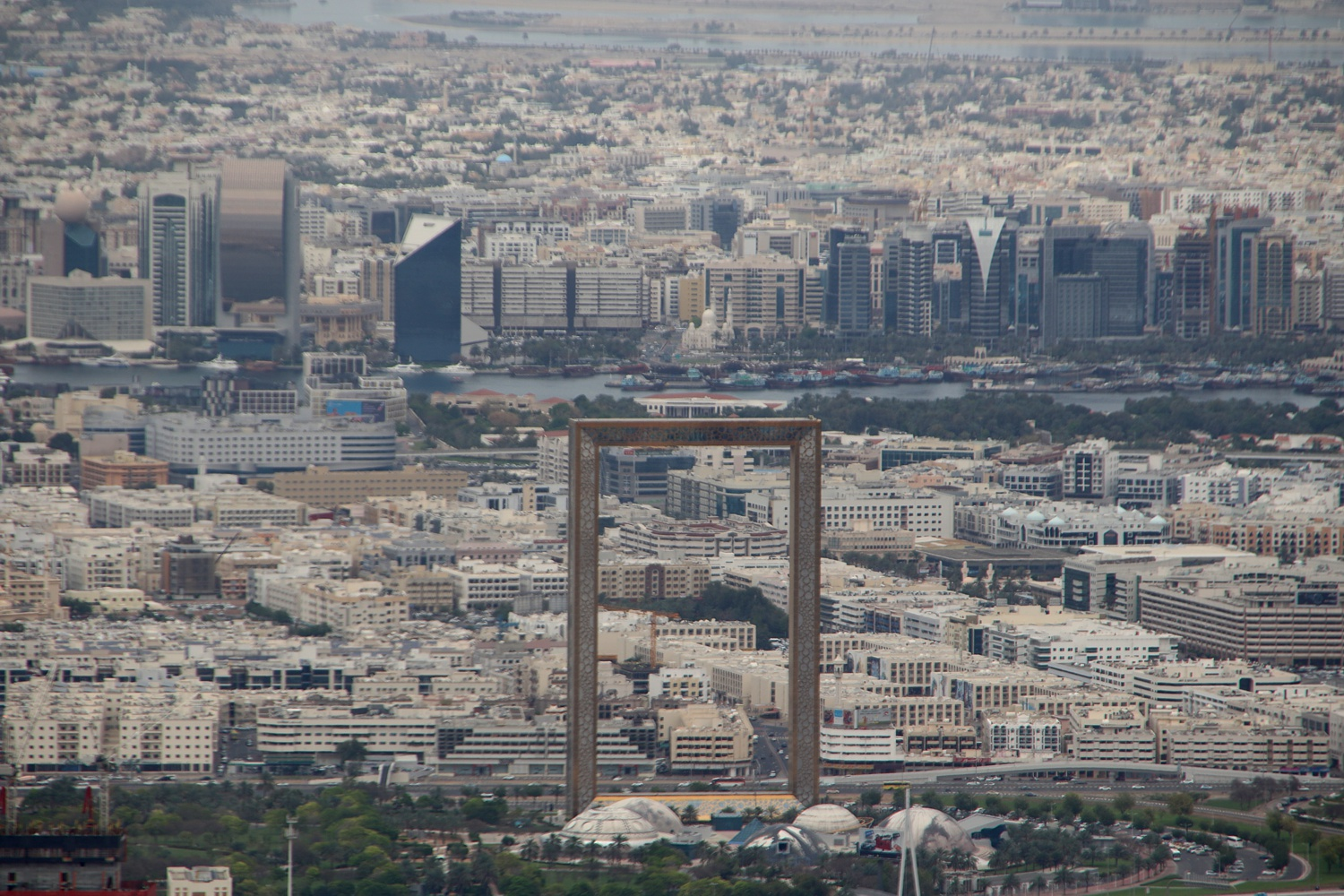
Dubai Frame je 150 metrů vysoká rozhledna ve tvaru rámu. Součástí je také muzeum.

| rok  | způsob  | počet obyvatel |
| ---- | ------- | -------------- |
| 1975 | sčítání | 179 926        |
| 1980 | sčítání | 263 449        |
| 1985 | sčítání | 354 175        |
| 1995 | sčítání | 669 181        |
| 2005 | sčítání | 1 305 060      |
| 2010 | odhad   | 1 874 729      |
| 2013 | odhad   | 2 173 344      |
| 2014 | odhad   | 2 250 000      |
| 2016 | odhad   | 2 502 715      |
| 2017 |         | 2 735 925      |

## Pamětihodnosti
- pevnost Dubai Fort – na hranolovém půdorysu se čtyřmi válcovými věžemi a třemi podzemními podlažími, původně britská vojenská základna, založená roku 1787; dnes Dubai Museum – velká expozice archeologie, historie a národopisu s rekonstrukcí řemeslnických dílen, obchodů, školy, a osadou beduínů a s bohatými sbírkami umění
- Šindaga (Shindagha Heritage Area) – rekonstrukce historické osady z nepálených hliněných cihel, palmového dřeva a listí; zpravidla dopoledne v domech předvádí řemeslníci svá řemesla a ženy kuchařské umění, škola Al Ahmadíya
- Čtvrť Bastakia Quarter – muzeum námořního obchodu s přilehlou osadou historického původu
- Čtvrť Deira: čtyři historické tržnice, dodnes činné: zlato a šperky (Gold Soukh), koření (Spice Soukh), přírodní parfémy (Perfume Soukh), textilní trh a další řemesla prezentuje zastřešená tržnice (Deira Covered Soukh), současný a velmi živý je Rybí trh (Fish market) při zastávce metra Palm Deira.
- Přístav Dhow Warfes, založený rodinou Makthoumů po roce 1830, dnes slouží především pro výletní lodi, a to kopie historických lodí obchodních
- Mešita Jumeirah ve východním sousedství pláže Jumeirah
- Muzeum budoucnosti zaměřené na budoucí vývoj vědy a techniky

## „Město superlativů“
Dubaj city je ve světě proslulé svou honbou za největšími a nejdražšími projekty a stavbami.
- Nejdelší vlakový systém na světě, který neřídí člověk – Metro v Dubaji
- Nejvyšší budova světa Burdž Chalífa (Burj Khalifa), vysoká 828 m; prohlídka je možná po předchozí rezervaci
- Nejvýše položený výtah na světě (vyrobený v České republice)
- Největší obchodní centrum Dubai Mall, přes 1200 obchodů, akvárium, zimní stadion
- Největší ruské kolo na světě Dubai Eye (Dubajské oko) s výškou 210 m a kapacitou 1400 osob na ostrově Bluewaters Island[1]
- Největší cukrárna na světě v Dubai Mall
- Nejluxusnější hotel světa Burdž Al Arab (Burj Al Arab) ve tvaru plachetnice, sedmihvězdičkový[11]
- Prohlídku města lze absolvovat v balónu, helikoptéře nebo malém letadle

### Kuriozity
- Klimatizované autobusové zastávky (vzhledem k okolním extrémním teplotám)
- Ve dvou stanicích metra se nacházejí obrovské lustry, které byly vyrobené v České republice firmou Lasvit.[12]
- Levný benzin (v přepočtu cca 9 Kč/l)
- Burdž Chalífa obsluhují výtahy české výroby (včetně toho na špičce stavby).
- Nachází se zde dva automaty na zlato (hotel Atlantis a nákupní centrum Souk Madinat)
- Policie má ve svém vozovém parku i Lamborghini Aventador (cca 8 mil. korun)[13], Aston Martin One-77, Nissan GT-R, Mercedes-Benz SLS AMG, McLaren 12C, Ferrari FF, Bugatti Veyron, Porsche 918 a Brabus Rocket Widestar
- Nachází se zde krytá sjezdovka a lanovka pro lyžaře Ski Dubai
- Homosexualita je ve Spojených arabských emirátech trestným činem. V roce 2012 byl v Dubaji odsouzen 28letý Brit, který měl v opilosti na veřejných prostranstvích sex s jiným mužem, ke třem letům vězení a následné deportaci.[14]

## Události
V letech 2021 a 2022 se v Dubaji konala světová výstava Expo 2020. 

## Podnebí

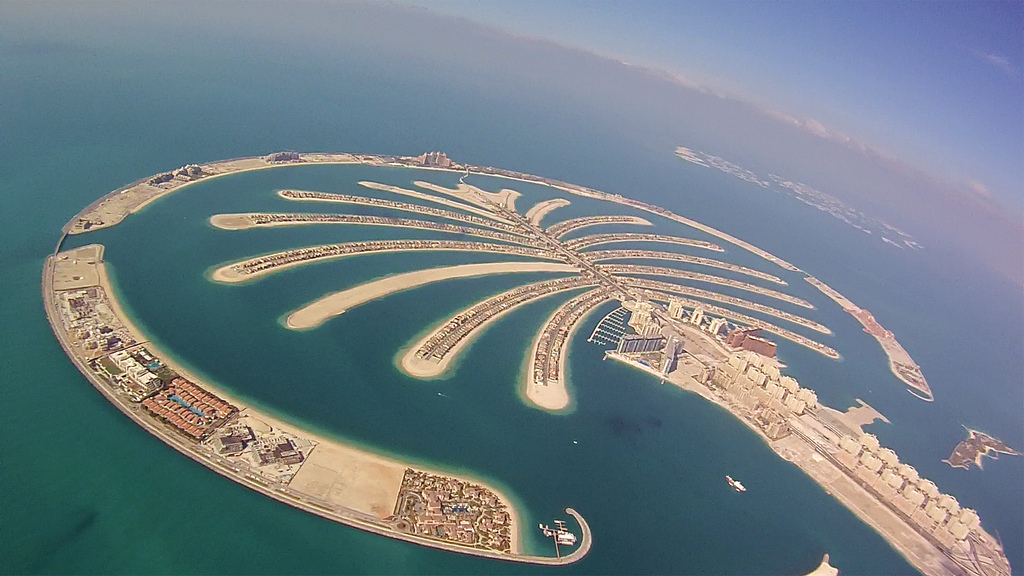
Umělé ostrovy Palm Islands

Vzhledem k tomu, že se Dubaj nachází takřka na obratníku Raka, panuje zde po celý rok teplé počasí. V letních měsících denní teploty přesahují 40 °C, v noci se pohybují kolem 30 °C. Díky velice vysoké vlhkosti vzduchu (často kolem 80–90%), zde pocitová teplota mnohdy dosahuje i 60 °C. V zimě denní teploty šplhají k 28 °C a v noci málokdy klesnou pod 15 °C.

## Partnerská města
- Barcelona, Španělsko (2006)
- Bejrút, Libanon
- Detroit, USA (2003)
- Frankfurt nad Mohanem, Německo (2005)
- Gold Coast, Austrálie (2001)
- Istanbul, Turecko (1997)
- Padang, Indonésie (2015)
- Pusan, Jižní Korea (2006)
- Šanghaj, Čína (2009)